# Lukas Richter
Hermann Lukas Richter (* 22. Februar 1923 in Bärenstein; † 24. September 2000 in Berlin) war ein deutscher Musikwissenschaftler.

## Leben und Leistungen
Richter, ein Sohn des zur Bekennenden Kirche gehörenden Pfarrers Paul Richter, studierte 1941 und 1942 Kirchenmusik in Leipzig. Das Studium musste er wegen des Zweiten Weltkrieges unterbrechen. Richter studierte dann ab 1949 Musikwissenschaften an der Humboldt-Universität in Berlin. Danach übernahm er dort verschiedene Lehraufträge. Richter promovierte 1957. Seit 1961 arbeitete er an verschiedenen Instituten der Deutschen Akademie der Wissenschaften und habilitierte sich 1966. Im Jahr 1988 wurde Richter emeritiert. Im Jahr 1993 wurde er von der Humboldt-Universität zu Berlin zum Honorarprofessor ernannt.

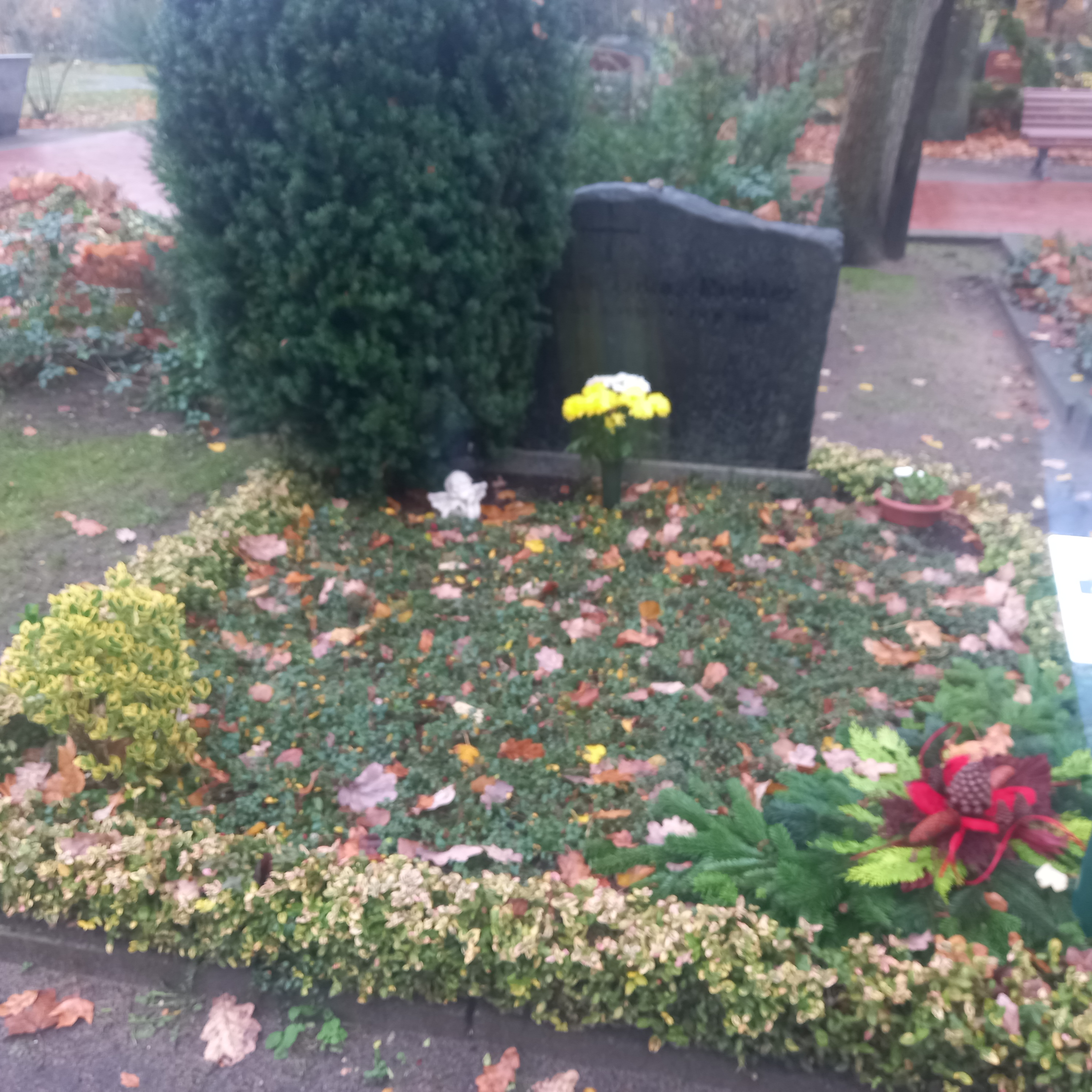
Das Grab von Lukas Richter auf dem Friedhof Adlershof in Berlin

Richters Grab befindet sich auf dem Friedhof Berlin-Adlershof.

## Publikationen (Auswahl)
- Der Berliner Gassenhauer. Darstellung, Dokumente, Sammlung. VEB Deutscher Verlag für Musik, Leipzig 1969. (zugl. Habilitationsschrift) Neuausgabe 2004, ISBN 3-8309-1350-8 (eingeschränkte Vorschau in der Google-Buchsuche).
- Mutter, der Mann mit dem Koks ist da. Berliner Gassenhauer – mit Noten. (Herausgeber) VEB Deutscher Verlag für Musik, Leipzig 1977
- Nur stets fidel und zangsossi. Altberliner Theaterlieder. Eulenspiegel, Berlin 1986
- Zur Wissenschaftslehre von der Musik bei Platon und Aristoteles. Humboldt-Universität zu Berlin, Dissertation 1957
- Momente der Musikgeschichte. Mueller-Speiser, Anif/Salzburg
  - Teil 1. Antike und Byzanz. 2000, ISBN 3-85145-070-1
  - Teil 2. Minnesang, Chorpolyphonie, Tastenkunst. 2001, ISBN 3-85145-075-2
  - Teil 3. Klassik und Trivialkunst, Tradition und Avantgarde. 2003, ISBN 3-85145-076-0
- Pathos und Harmonia: Melodisch-tonale Aspekte der attischen Tragödie, Frankfurt am Main, 2000, ISBN 978-3-631-36377-5